# Schah Schudscha (Afghanistan)

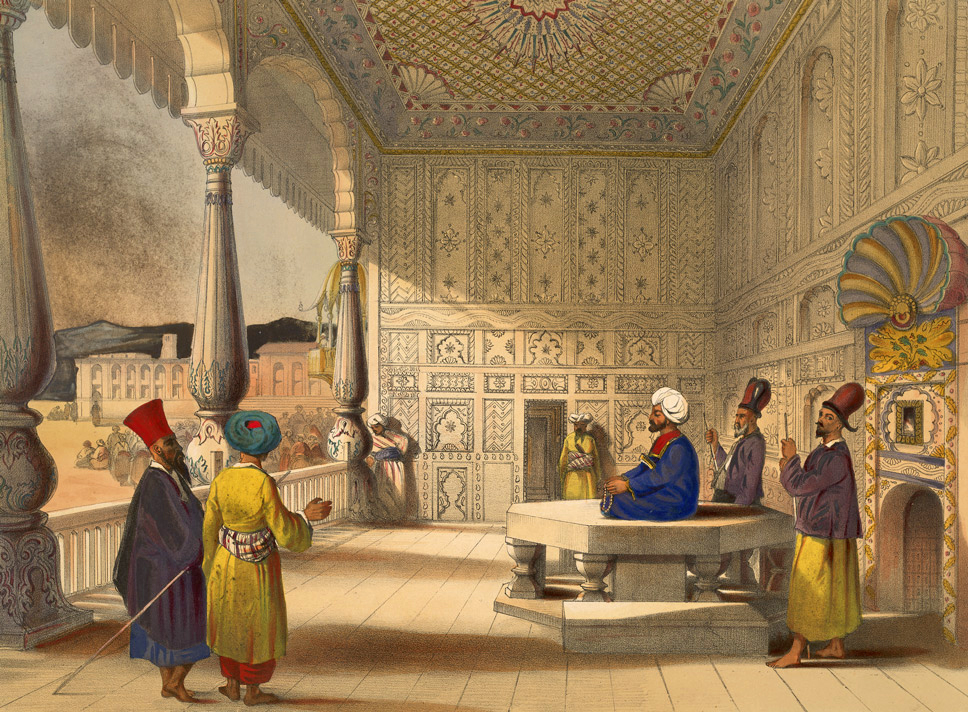
Schah Schudscha in seinem Kabuler Palast

Schah Schudscha (persisch شاه شجاع, DMG Šāh Šuǧāʿ; * 1780; † 5. April 1842), auch Schudscha al-Mulk (Šuǧāʿ al-Mulk) genannt, war von 1803 bis 1809 sowie während des ersten Britisch-Afghanischen Kriegs von 1839 bis 1842 Schah von Afghanistan. Er war ein Abdali-/Durrani-Herrscher aus dem Popalzi-Clan der Sadozi.

## Leben
Nach dem Tod Timur Schah Durranis 1793 gab es zwischen seinen 23 Söhnen langwierige Kämpfe um die Thronfolge. Zaman Schah, der fünfte Sohn Timurs, bestieg den Thron, nachdem er seine Brüder in Kabul zu Verhandlungen eingeladen, gefangen genommen und unter Androhung des Hungertodes zu seiner Anerkennung gezwungen hatte. Nur zwei der Brüder waren nicht anwesend: Mahmud Schah Durrani und Schah Schudscha. 1801 gab es eine Verschwörung gegen Zaman, die jedoch scheiterte; die Verschwörer wurden hingerichtet. Wenig später übernahm Mahmud die Macht in Kabul. 1803 nahm Schah Schudscha Kabul ein und setzte seinen Bruder Mahmud ab. 1805 scheiterte ein persischer Angriff auf Herat. Schon im Jahr 1810 endete die Herrschaft Schah Schudschas wieder, Mahmud übernahm wieder die Macht. Schah Schudscha floh in das britisch beherrschte Indien und lebte dort 29 Jahre im Exil.
1833/34 scheiterte ein erster Versuch, wieder die Macht in Afghanistan zu erlangen. Der britische Generalgouverneur Lord Auckland setzte mit dem Manifest von Shimla vom 1. Oktober 1838 den Schah von Afghanistan, Dost Mohammed, ab und Schah Schudscha wieder ein. Im Frühjahr 1839 marschierten rund 16.500 britische und indische Truppen sowie etwa 35.000 Bedienstete und Familienmitglieder unter dem Kommando von General Sir John Keane über den Bolan-Pass nach Afghanistan ein und eröffneten den Ersten Anglo-Afghanischen Krieg. Am 23. November 1840 ergab sich Dost Mohammed, Schah Schudscha war als „Marionetten-König“ wieder Schah von Afghanistan. Im Land verstärkte sich jedoch der Widerstand. Mitte 1841 standen ca. 30.000 bewaffnete afghanische Kämpfer ca. 4.500 britisch-indischen Soldaten gegenüber. Mohammed Akbar, ein Sohn Dost Mohammeds, verschärfte mit 6.000 Mann die Situation in Kabul. Die Briten kapitulierten nach heftigen Kämpfen gegen Zusage freien Geleits, am 6. Januar 1842 begann der Rückzug unter General William Elphinstone. Von den insgesamt 17.000 Menschen erreichte lediglich der britische Militärarzt Dr. William Brydon als einziger Überlebender die Stadt Dschalalabad. Als Reaktion auf diese Niederlage wurde eine Strafexpedition ausgesandt. Zwei Armeen unter General George Pollock und General William Nott entsetzten im Frühjahr Jalalabad und Kandahar. Noch vor dem Einmarsch britischer Truppen in Kabul wurde Schah Schudscha durch Mohammed Akbar aus der Zitadelle von Bala Hissar gelockt und ermordet, so dass die Briten nach der Einnahme von Kabul Schah Schudschas Sohn als Herrscher von Afghanistan inthronisierten. Nachdem allerdings die Britische Ostindien-Kompanie zu dem Schluss kam, dass eine fortgesetzte Besetzung des Landes zu riskant und kostspielig wäre, zogen die britischen Truppen sich im Oktober 1842 aus Kabul und in der Folge auch aus ganz Afghanistan nach Britisch-Indien zurück, woraufhin Dost Mohammed wieder als Schah von Afghanistan eingesetzt wurde.